# اسپرینگر نیچر
اسپرینگر نیچر (انگلیسی: Springer Nature) شرکت انتشارات آلمانی-بریتانیایی است، که در سال ۲۰۱۵ از تلفیق انتشارات بزرگ و معتبری چون نیچر و اسپرینگر و مک میلان تأسیس شد.